# Santa Comba (Vila Nova de Foz Côa)
Santa Comba ist eine Gemeinde (Freguesia) im portugiesischen Kreis Vila Nova de Foz Côa. In ihr leben 145 Einwohner (Stand 19. April 2021).